# Fair Haven (New York)
Fair Haven è un villaggio degli Stati Uniti d'America, situato nello stato di New York, nella contea di Cayuga.